# Small Point-Adam's Cove-Blackhead-Broad Cove
Small Point-Adam's Cove-Blackhead-Broad Cove est une municipalité située dans la province de Terre-Neuve-et-Labrador, dans le sud-est de Terre-Neuve.